# Джайаварман II
Джайаварма́н II (кхмер. ជ័យវរ្ម័នទី២) — первый император (чакравартин) Кхмерской империи (Камбуджадеши) (около 770—850 гг. н. э.). Считается основателем Кхмерской империи, которая доминировала в Юго-Восточной Азии в течение шести веков. Ранее историки относили его правление к 802—850 гг. н. э., однако некоторые учёные сейчас склоняются к мнению, что он правил в 770—835 гг. н. э.
До прихода к власти Джайавармана II страна не имела центральной власти и находилась в состоянии междоусобной раздробленности. Надписи в Сдок Как Томе сообщают нам, что в 802 г. н. э. на вершине Пном Кулен Джайаварман II дал указание жрецу-брахману по имени Хираньядама провести над ним религиозный обряд культа девараджи, после чего Джайаварман II становился чакравартином, «идеальным правителем вселенной». Обряд провозгласил его верховным правителем земель, что помогло ему в объединении страны.

## Биография
Несмотря на ключевую роль в кхмерской истории, достоверных фактов о Джайавармане II известно немного. Надписей, относящихся к его времени, не существует, однако есть письменные свидетельства, написанные значительно позже его смерти. Он, очевидно, был аристократического происхождения, и начал свои завоевания с юго-востока сегодняшней Камбоджи, где он захватил город Вьядхапура. Далее Джайаварман II отправился на северо-запад, подчиняя себе по пути различные владения и захватив Шамбхупуру. Позднее он обосновался в городе-государстве Прей Нокор, располагающемся на территории современного Хошимина. Далее он двинулся к городу-государству на месте Ват Пху на территории современного южного Лаоса, а затем вдоль гор Дангрэк — в район Ангкора. Он пытался подчинить себе правителей к западу от Ангкора, но те оказали сопротивление, и Джайаварман II был вынужден укрыться на горе Кулен, в 50 км от Ангкора.
Именно здесь брахман Хираньядама провозгласил образование независимого государства и объявил Джаявармана чакравартином. Этот шаг помог Джаяварману II укрепить свой авторитет перед лицом сильного сопротивления местных правителей. Основанный им на склонах плато Кулен город Махендрапарвата стал позднее одной из столиц Кхмерской империи. 
Обосновавшись в районе Ангкора, он правил не только в Харихаралайе к северу от озера Тонлесап, но и в месте, называемом в надписях Амарендрапурой. Точное местонахождение Амарендрапуры неизвестно, однако некоторые историки полагают, что она находилась в западной части Западного Барая, 8-километрового священного резервуара, который был сооружён через два века после смерти Джайавармана II. Точно неизвестно, какие храмы были построены в его время, но некоторые историки предполагают, что к его правлению относится храм Прасат Ак Юм на южном крае Западного Барая, это кирпичная ступенчатая пирамида в сильно разрушенном состоянии. Этот храм является предшественником более поздних архитектурных форм Ангкора — храмов-гор.
Практически вся биография Джайавармана II описана на стеле в Сдок Как Томе, и датируется 1052 годом.
Умер в Харихаралайе в 850 году, ему было присвоено посмертное имя Парамешвара.

### На русском языке
- Дажен Б. Кхмеры / Пер. с французского В. Е. Степанова. — М.: «Вече», 2009. — 432 с. — (Гиды цивилизаций). — ISBN 978-5-9533-2738-1.
- Миго А. Кхмеры (история Камбоджи с древнейших времен) / Пер. с франц. Е. П. Дементьевой. — М.: Главная редакция восточной литературы изд-ва «Наука», 1973. — 350 с.